# Châtelain (titre)
Pour les articles homonymes, voir Châtelain.
 (mars 2017).
Si vous disposez d'ouvrages ou d'articles de référence ou si vous connaissez des sites web de qualité traitant du thème abordé ici, merci de compléter l'article en donnant les références utiles à sa vérifiabilité et en les liant à la section « Notes et références ».
Les châtelains (castellanus) sont des agents féodaux territoriaux, commis par un prince (roi, duc, comte) pour faire prévaloir ses prérogatives (droits banaux) dans un ensemble de seigneuries sur celles des autres catégories, nobles et gens d'Église. La châtellenie est donc une évolution de l'organisation féodale vers  une organisation homogène pré-étatique. 
Apparus au XIIe siècle, ils virent leurs attributions renforcées. Ils sont les agents du pouvoir dans le ressort de leur territoire, la châtellenie ou mandement comprenant généralement une demi-douzaine de paroisses. Ils résident dans les châteaux du prince ou dans les nouvelles forteresses acquises ou construites. Il est parfois le seigneur banal (local) laissé dans sa demeure après avoir vendu son fief au suzerain, ou lui avoir fait hommage. Il est le plus souvent un vassal nommé par le suzerain et changeant de siège au bout de quelques années. Cet office a souvent été occupé par les cadets des grandes familles ou bien par la petite noblesse locale.
Le châtelain est « l'homme à tout faire » de l'administration féodale. Cet officier, comtal, ducal ou royal, est nommé et rémunéré. Sa charge est une commission révocable et déplaçable. Il exerce l’ensemble des droits par délégation, militaire et judiciaire.
- Droits militaires : Sa fonction première est d’être le gardien du château ; c'est pourquoi il est souvent appelé capitaine-châtelain. Il veille à l'entretien de la place forte, conserve les armes et commande la petite garnison.
- Droits économiques : Il surveille l'exploitation des terres privées du monarque et en recueille les produits : céréales, vin, bétail qu'il entrepose avant de les vendre à des particuliers ou de les livrer au souverain. Il perçoit aussi le montant des diverses locations. Il perçoit les taxes des péages sur les ponts et certaines routes, ainsi que les amendes. Il tient la comptabilité et doit présenter régulièrement ses comptes ; les comptes de châtellenie, sur des rouleaux de feuilles de parchemin, cousues bout à bout.
- Droits judiciaires : Il exerce au nom du souverain la « basse justice » réprimant les infractions mineures, le plus souvent d'amendes mais aussi de quelques jours de prison.

Le châtelain dispose d'agents subalternes : « vice-châtelain », « lieutenant » (locumtenens) , « métral » chargé d'une métralie, subdivision de la châtellenie et le « curial », chargé des attributions fiscales et faisant rentrer le produit des amendes et des revenus.
Les châtellenies sont regroupées en bailliages ou « provinces », dirigés par un bailli qui est chargé de superviser l'action des châtelains et de convoquer en cas de besoin le « ban », contingent de soldats fourni par les vassaux et en cas de nécessité la réserve de l'arrière-ban.